# Marie et Caroline, ou Entretiens d'une institutrice avec ses élèves
Original Stories from Real Life; with Conversations Calculated to Regulate the Affections, and Form the Mind to Truth and Goodness
Vous lisez un « bon article » labellisé en 2010.
Marie et Caroline, ou Entretiens d'une institutrice avec ses élèves (titre original : Original Stories from Real Life; with Conversations Calculated to Regulate the Affections, and Form the Mind to Truth and Goodness, littéralement « Histoires originales tirées de la vie réelle ; avec des conversations, calculées pour régler l'affection, et former l'esprit à la vérité et à la bonté »), est le seul ouvrage complet de littérature enfantine de l'écrivain féministe britannique du XVIIIe siècle Mary Wollstonecraft.
Les Original Stories commencent avec un récit-cadre, qui esquisse l'éducation de deux jeunes filles par une enseignante qui leur sert de mère, Mrs Mason, en procédant par une série de contes didactiques. Le livre est publié pour la première fois par Joseph Johnson en 1788 ; une seconde édition, illustrée de gravures de William Blake, sort en 1791 et continue à être imprimée pendant environ un quart de siècle.
Dans cet ouvrage, Mary Wollstonecraft utilise le genre naissant de la littérature enfantine pour promouvoir l'éducation des femmes et une idéologie propre à une classe moyenne émergente. Elle soutient que les femmes peuvent être des adultes rationnelles si on les éduque comme il convient pendant l'enfance (ce n'est pas une croyance bien répandue au XVIIIe siècle) et défend l'idée que l'esprit de la classe moyenne naissante est supérieur à la culture de cour représentée par les contes de fées et aux valeurs de hasard et de chance que l'on trouve dans les livres de colporteurs (les chapbooks) pour les pauvres. En développant sa propre pédagogie, Mary Wollstonecraft répond également aux œuvres des deux plus importants théoriciens de l'éducation du XVIIIe siècle, John Locke et Jean-Jacques Rousseau.

## Contexte historique et biographique

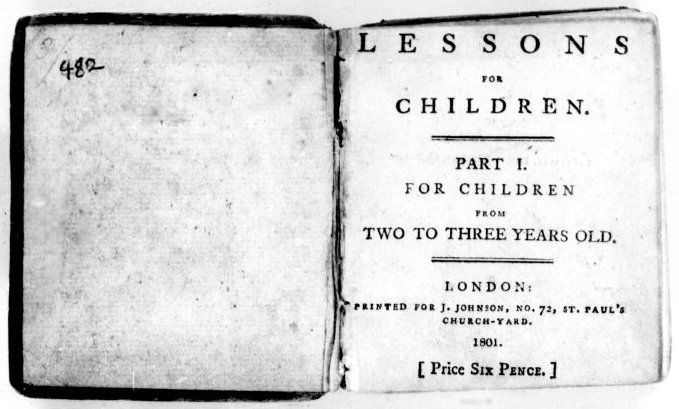
Page de titre de Lessons for Children (1778-79), (Leçons pour les enfants) de Anna Laetitia Barbauld.

Comme l'écrit Alan Richardson, un spécialiste de l'époque, l'œuvre de Mary Wollstonecraft montre « un souci vif et essentiel pour l'éducation, tout spécialement l'éducation des filles et des femmes ». Un an avant qu'elle ne publie Original Stories, elle écrit un manuel de conduite (conduct book) (un genre populaire au XVIIIe siècle, proche des livres de développement personnel modernes) intitulé Thoughts on the Education of Daughters (1787), qui décrit la façon d'élever la femme idéale de la classe moyenne. En 1789, elle rassemble dans The Female Speaker (« L'orateur féminin »), des textes destinés à édifier l'esprit des jeunes femmes en les ouvrant à la littérature ; elle prend comme modèle l'anthologie The Speaker (« L'orateur ») de William Enfield, destinée spécifiquement aux hommes. Tout juste un an après, elle traduit Elements of Morality (Moralisches Elementarbuch nebst einer Anleitung zum nützlichen Gebrauch desselben) de Christian Gotthilf Salzmann, un ouvrage pédagogique allemand populaire. Mary Wollstonecraft continue d'écrire sur les questions d'éducation avec son œuvre la plus célèbre, A Vindication of the Rights of Woman (1792), qui défend largement l'éducation des femmes. Elle consacre un chapitre entier à la description d'un système éducatif national — elle envisage une structure mi-publique, mi-privée. Elle s'oppose directement à l'Émile (1762) de Jean-Jacques Rousseau, qui affirme qu'il ne faut pas apprendre aux femmes à raisonner puisqu'elles n'existent que pour la satisfaction des hommes, et que leurs capacités proviennent de l'observation plutôt que de la raison. À sa mort en 1797, elle laisse deux autres ouvrages éducatifs inachevés : Management of Infants, un manuel à l'usage des parents, et Lessons, un livre de lecture inspiré par Lessons for Children (1778–79) d'Anna Laetitia Barbauld.
Mary Wollstonecraft n'était pas la seule à centrer ses écrits révolutionnaires sur l'éducation : comme le note Alan Richardson, « la plupart des intellectuels radicaux et libéraux de l'époque voyaient l'éducation comme la pierre angulaire de tout mouvement de réforme sociale ». L'une des raisons pour lesquelles ils accordent tant d'importance à l'éducation des jeunes esprits est qu'au XVIIIe siècle, la théorie de John Locke est largement répandue. Locke postule qu'un esprit est au départ une « page blanche » ou tabula rasa, sans aucune idée innée, donc que les enfants viennent au monde sans aucune idée préconçue ; toutes les idées qu'ils absorberont dans leur petite enfance affecteront leur développement par la suite. Locke explique ce processus par une théorie dite d'« association des idées » ; les idées que les enfants associent entre elles, par exemple la peur et le noir, sont plus fortes que celles associées par les adultes, si bien que les éducateurs, selon Locke, doivent faire très attention à ce à quoi ils exposent les enfants au début de leur vie.

## Résumé

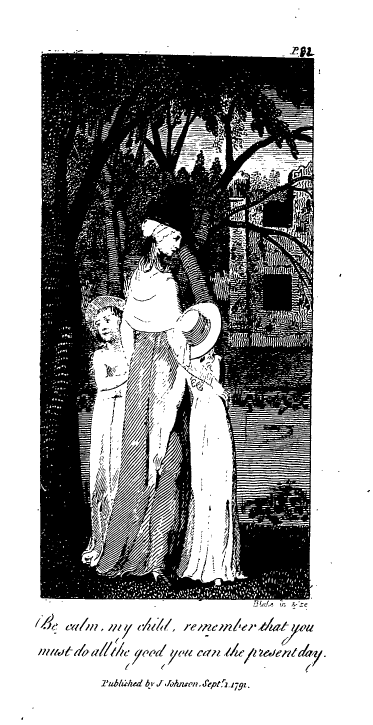
Mrs Mason, Mary, et Caroline regardant le manoir en ruines de Charles Townley, par William Blake ; le texte dit : « Soyez calme, mon enfant ; souvenez-vous que vous devez faire tout le bien que vous pouvez en cette journée. »

Sur le modèle d'Adèle et Théodore (1782) de Madame de Genlis et de Tales of the Castle (1785), deux ouvrages comportant un récit-cadre et un ensemble de contes moraux, Original Stories raconte la rééducation, à la campagne, de deux jeunes filles, Mary (14 ans) et Caroline (12 ans) par une femme bienveillante et maternelle, Mrs Mason,, chez qui elles sont envoyées après la mort de leur mère. Elles sont pleines de défauts, comme la gourmandise et la vanité, et à travers des histoires, l'observation du monde qui les entoure, et son propre exemple, Mrs Mason les guérit de la plupart de leurs défauts et leur inspire le désir d'être vertueuses.
Le mélange que fait Mrs Mason d'histoires et d'excursions pédagogiques domine le texte ; bien que l'œuvre mette l'accent sur les progrès moraux des deux élèves, le lecteur n'apprend que peu de choses sur elles. L'œuvre contient essentiellement l'histoire personnelle de gens que Mrs Mason connaît, et des contes moraux pour l'édification de Mary et Caroline, et donc du lecteur. Par exemple, « L'histoire de Charles Townley » illustre les conséquences fatales de la procrastination. Mrs Mason emmène ses élèves au manoir en ruine de Charles Townley, pour leur raconter l'histoire d'un « garçon d'un talent rare, et de puissants sentiments » ; malheureusement, « il a toujours permis à ces sentiments de dicter sa conduite, sans se soumettre à la direction de la raison ; je veux dire, l'émotion présente le gouvernait (...) en fait il voulait toujours bien agir demain ; mais aujourd'hui il suivait toujours son caprice du moment ». Charles veut aider les gens dans le besoin, mais, facilement distrait par les romans et les pièces de théâtre, il finit par être ruiné. Le seul ami qui lui reste l'aide à refaire sa fortune en Inde, mais quand cet ami a besoin d'aide, Charles ne parvient pas à agir assez vite pour lui éviter d'être emprisonné, et à sa fille d'être obligée d'épouser un voyou. Quand il revient en Angleterre, il est submergé par la culpabilité. Il réussit néanmoins à sauver cette jeune fille de son mariage forcé, mais tous deux sont devenus fous à la fin de l'histoire, elle, à cause de ce mariage, et lui à cause de sa culpabilité.
Original Stories a pour sujet principal l'abandon des imperfections de l'enfance pour devenir un adulte rationnel et charitable ; l'enfance n'y est pas idéalisée comme un état innocent et parfait. Les récits mettent l'accent sur l'équilibre nécessaire entre émotion et raison pour que les filles puissent mûrir, un thème que l'on retrouve dans toutes les œuvres de Mary Wollstonecraft, en particulier A Vindication of the Rights of Woman.

## Analyse littéraire
Original Stories a été considéré au XXe siècle comme un ouvrage d'un didactisme pesant, et a été critiqué par des spécialistes de la littérature enfantine comme Geoffrey Summerfield. Cependant, d'autres personnes, en particulier Mitzi Myers, ont réévalué par la suite l'œuvre de Mary Wollstonecraft et la littérature enfantine du XVIIIe siècle en général, la replaçant dans son contexte historique, au lieu de la juger selon les goûts modernes. Mitzi Myers suggère dans ses articles que les femmes qui écrivent de la littérature pour enfants, comme Mary Wollstonecraft ou Maria Edgeworth, n'utilisent pas seulement ce genre pour enseigner, mais aussi pour promouvoir une vision de la société différente de celle des romantiques. Ces auteurs croient pouvoir amener de grands changements en exposant les jeunes enfants aux idées qu'ils ont d'une société meilleure, même s'ils écrivent « seulement » sur des sujets aussi insignifiants en apparence que des histoires d'animaux ou de petites filles. Mitzi Myers affirme que, parce que les érudits accordent traditionnellement plus d'importance à la prose et à la poésie des écrivains romantiques (Wordsworth et Shelley par exemple) qu'à la littérature pour les enfants, ils passent à côté de la critique sociale que proposent ces écrivains de livres pour enfants.

### Théorie pédagogique

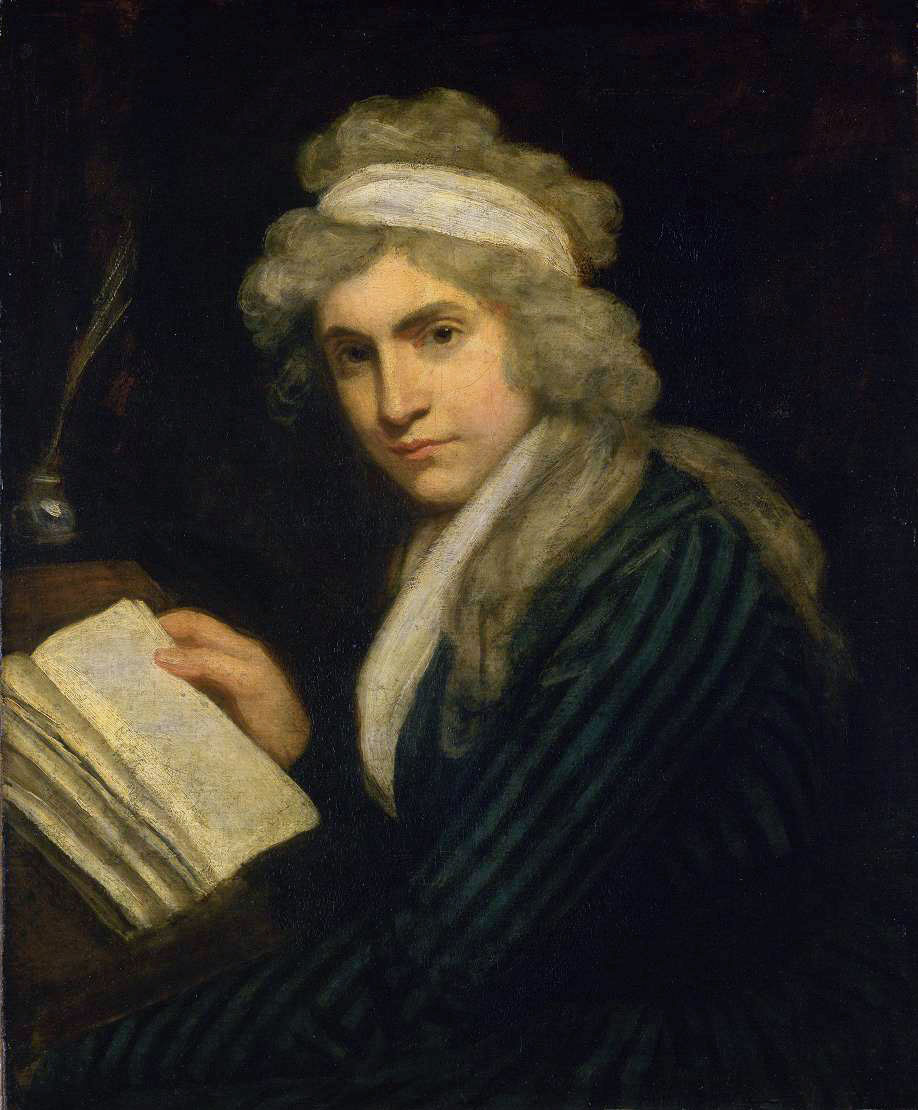
Mary Wollstonecraft par John Opie (vers 1791)

Les deux ouvrages pédagogiques les plus influents dans l'Europe du XVIIIe siècle sont Some Thoughts Concerning Education (1683) de John Locke et Émile, ou De l'éducation de Jean-Jacques Rousseau. Dans Original Stories et dans ses autres ouvrages sur l'éducation, Mary Wollstonecraft répond à ces ouvrages et leur oppose sa propre théorie pédagogique.
Mary Wollstonecraft suit Locke pour la mise en valeur du rôle des sens dans l'apprentissage ; pour elle, selon Mitzi Myers, « idéalement, les enfants devraient apprendre non pas d'un enseignement direct, mais d'exemples vivants appréhendés par les sens ». Dans Original Stories, Mrs Mason fait sortir Mary et Caroline dans le monde pour les instruire : ainsi, leur toute première leçon est une promenade dans la nature, qui leur apprend à ne pas torturer les animaux, mais à les respecter en tant que création de Dieu. Mrs Mason utilise les expériences de la vie quotidienne pour enseigner, parce qu'elles font partie de la réalité concrète et sont facilement absorbées grâce aux sens ; elle attire l'attention sur « une mauvaise habitude, une visite, une scène de la nature, une fête » et y applique une leçon de morale qu'elle veut enseigner à ses élèves. Mrs Mason raconte également à Mary et Caroline les histoires malheureuses ou tragiques de personnes qu'elle a connues, comme Jane Fretful, qui est morte à cause de son mauvais comportement : Jane était une petite fille colérique et égoïste, et sa colère a fini par affecter sa santé et la tuer. Son comportement détestable « a brisé le cœur de sa mère » et « a hâté sa mort » ; comme Jane s'en sent finalement coupable,
« son caractère irritable a ruiné sa constitution. Elle n'avait pas, en faisant le bien, préparé son âme à un autre état, ou chéri un espoir qui aurait pu dépouiller la mort de ses terreurs, ou donner de la douceur à ce dernier sommeil — son approche était terrible ! — et elle a hâté sa fin, en récriminant contre le médecin qui ne la guérissait pas. Son expression dénuée de vie montrait les marques d'une colère convulsive ; et, derrière elle, elle laissait une vaste fortune à ceux qui ne la regrettaient pas. Ils l'ont suivie à sa tombe, où aucun n'a versé une larme. Elle a vite été oubliée, et je suis (dit Mrs Mason) la seule à m'en souvenir, pour vous avertir d'éviter ses erreurs. »
Mrs Mason emmène également ses élèves rendre visite à des modèles de vertu, comme Mrs Trueman qui, bien que pauvre, parvient à être charitable et à réconforter sa famille. À la fin de leur visite, Mrs Mason rappelle à ses élèves que Mrs Trueman « aime la vérité, et fait toujours preuve de bienveillance et d'amour — son affection va de l'insecte, qu'elle évite d'écraser, à cet Être qui vit éternellement. — Et c'est de sa bonté que jaillissent toutes ses agréables qualités ». Mary Wollstonecraft adhère également à la conception de Locke de l'esprit comme une « page blanche » : dans Original Stories, Mrs Mason décrit son propre esprit dans les mêmes termes.

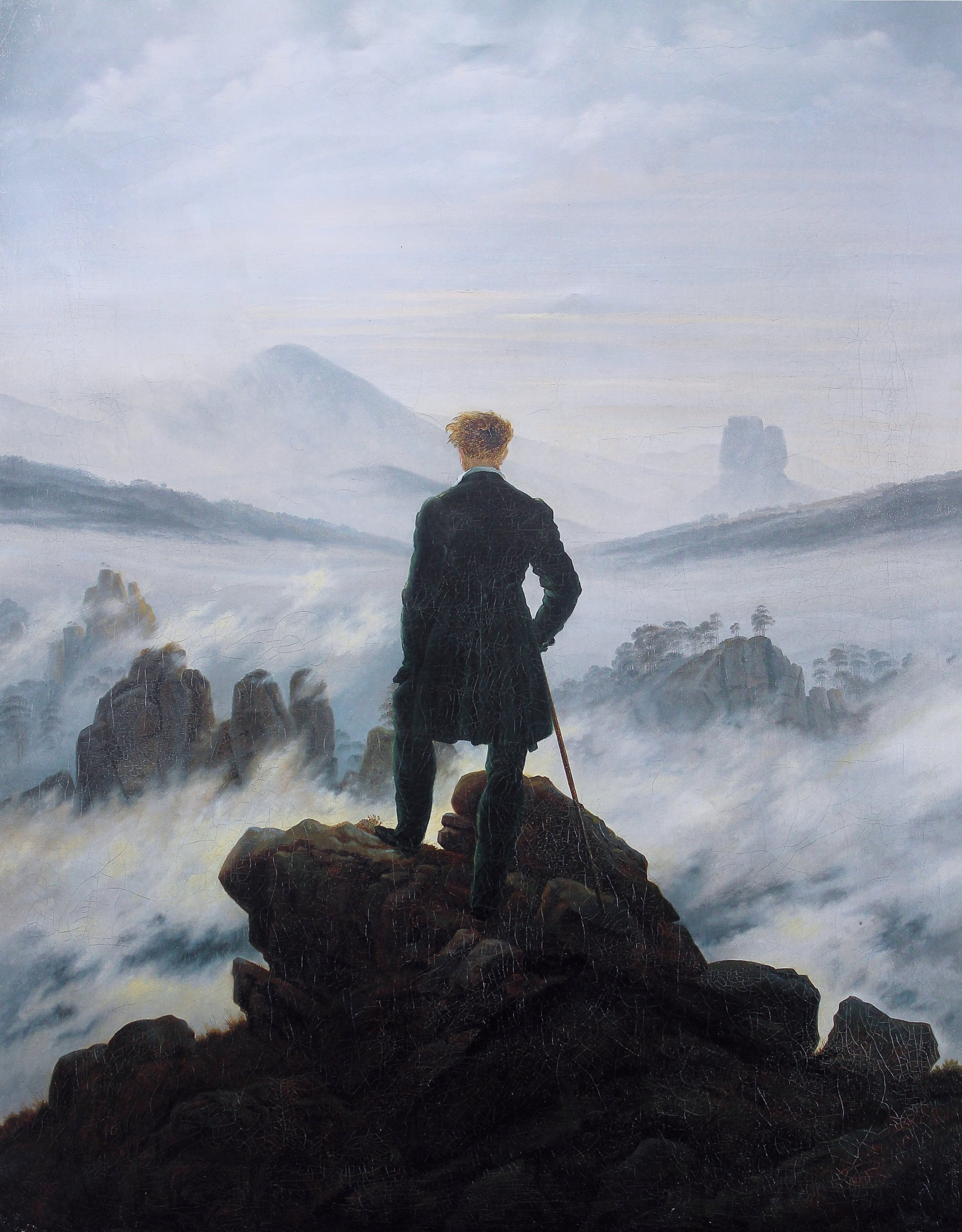
Caspar David Friedrich : Le Voyageur contemplant une mer de nuages, 1817, Kunsthalle de Hambourg. Les artistes romantiques du XIXe siècle firent largement appel à la nature comme expression du sublime.

Mary Wollstonecraft est beaucoup moins réceptive aux idées de Rousseau qu'à celles de Locke ; elle s'est approprié l'esthétique du « sublime » pour contrer les idées de Rousseau sur l'éducation des femmes. Pendant le XVIIIe siècle, le « sublime » est associé à la crainte, à la force et à la virilité. Selon Mitzi Myers, « pour porter à ses lectrices son message que la réussite vient de l'intérieur, Mary Wollstonecraft remplace la force et la puissance mentale associées au sublime héroïque par la délicatesse et la beauté que Rousseau et d'autres esthètes comme Edmund Burke associent à la féminité ». À l'inverse de Rousseau et de Burke, qui considèrent les femmes comme naturellement faibles et idiotes, Mary Wollstonecraft affirme que les femmes peuvent accéder aux capacités intellectuelles associées au sublime.
Quoique Mary Wollstonecraft s'oppose à la philosophie de Rousseau, elle approuve la plupart de ses méthodes éducatives, dont celle qui consiste à enseigner par l'exemple et l'expérience, plutôt que par les préceptes. En cela elle suit aussi d'autres écrivains pour enfants, comme Thomas Day qui, dans The History of Sandford and Merton (1783–89), met en valeur l'enseignement par l'expérience plutôt que par les règles. Gary Kelly, dans son ouvrage sur la pensée de Mary Wollstonecraft, explique comment cette idée et d'autres idées chères à Wollstonecraft se reflètent dans le titre de l'œuvre, Original Stories from Real Life; with Conversations Calculated to Regulate the Affections, and Form the Mind to Truth and Goodness :
« La première partie du titre indique que ces histoires ne sont pas complètement fictives, mais se basent sur des faits de la vie quotidienne, quoique les lecteurs interprèteront de la vie réelle par basé sur la vie réelle ou adapté de la vie réelle, et pas nécessairement par représentation d'événements réels. Les histoires sont originales car les récits pour enfants doivent être nouveaux pour éviter la contamination idéologique des chapbooks ou des contes de fées. Les termes de vie réelle renforcent celui d'original, excluant le caractère artificiel et fictif de l'imaginaire. Les conversations suggèrent des discours familiers, voire familiaux, évitant la morale formelle. Calculées suggère un programme déterminé rationnellement. Ces conversations et ces histoires sont aussi là pour construire la personnalité de l'enfant d'une manière particulière, en régulant les affections, ou la partie émotionnelle de l'individu, et former l'esprit ou la partie rationnelle et morale à la vérité et à la bonté, à comprendre selon le sens qu'on leur donnait dans la culture de la classe moyenne exerçant une profession. »
Comme l'explique Alan Richardson, dans Original Stories, l'âge adulte est défini par la capacité de « construire des histoires morales » à partir de sa propre vie. L'utilisation de récits par Mary Wollstonecraft encourage ses lecteurs à construire eux-mêmes des récits moraux à partir de leurs propres vies, avec une fin prédéterminée. À la fin du livre, Mary et Caroline n'ont plus besoin d'un professeur, car elles ont assimilé les histoires que Mrs Mason leur a racontées — elles connaissent les histoires dans lesquelles elles devront jouer un rôle.

### Différences entre les sexes

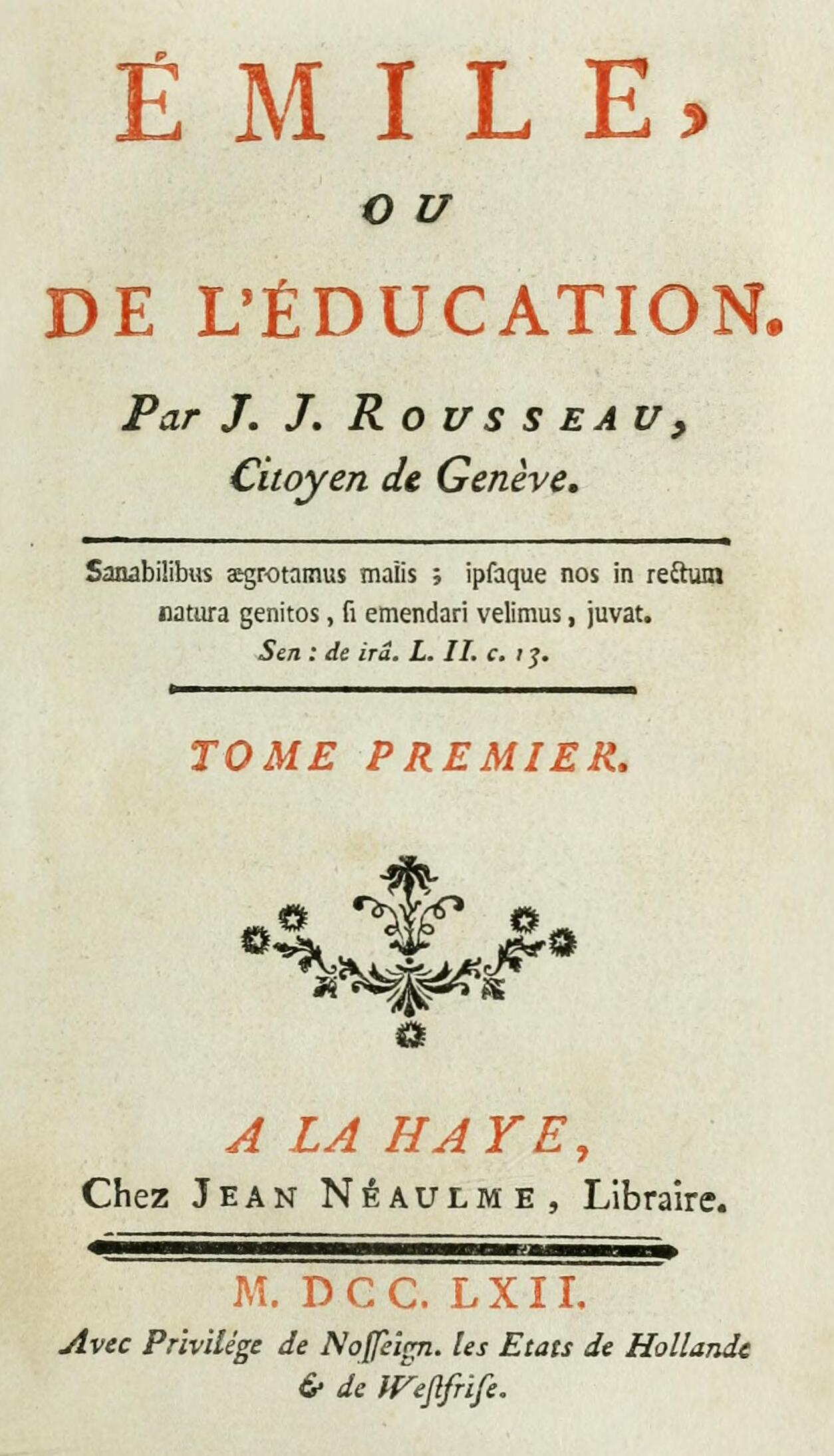
Première page de lÉmile de Jean-Jacques Rousseau (1762)

Dans Original Stories comme dans A Vindication of the Rights of Woman, Mary Wollstonecraft met l'accent sur l'importance de la vertu plutôt que sur les différences entre hommes et femmes. Mieux, elle définit la vertu de manière qu'elle puisse s'appliquer aux deux sexes. Traditionnellement, comme l'explique Gary Kelly, la vertu est liée à la féminité et à la chasteté, mais Mary Wollstonecraft rejette cette définition et affirme que la vertu doit se caractériser par la raison et le contrôle de soi. Mitzi Myers ajoute que le désir de Mrs Mason d'inculquer la raison à ses élèves est potentiellement libérateur pour les lectrices et leurs filles, puisqu'une telle pédagogie est en contradiction directe avec ce qui est généralement écrit à cette époque dans les « manuels de conduite » comme ceux de James Fordyce ou John Gregory, et avec les idées de philosophes comme Jean-Jacques Rousseau, qui postulent la faiblesse intellectuelle des femmes et le statut secondaire du sexe féminin.
C'est d'ailleurs contre la représentation de la féminité et de l'éducation des filles par Rousseau que Mary Wollstonecraft réagit le plus dans Original Stories. Rousseau affirme dans Émile que les femmes sont naturellement rusées et manipulatrices, mais il voit ces traits de caractère de manière positive :
« Ce qui est bien, et aucune loi générale n’est mauvaise. Cette adresse particulière donnée au sexe est un dédommagement très équitable de la force qu’il a de moins ; sans quoi la femme ne serait pas la compagne de l’homme, elle serait son esclave : c’est par cette supériorité de talent qu’elle se maintient son égale, et qu’elle le gouverne en lui obéissant. (...) elle n’a pour elle que son art et sa beauté. »
Selon Rousseau, les femmes possèdent « l'art » et la « beauté » qui leur permettent de contrôler les hommes, tandis que les hommes possèdent la « force » et la « raison » qui leur permettent de contrôler les femmes. Contrastant avec la représentation de « Sophie », figure de la femme idéale dans l'Émile de Rousseau, qui est fascinée par son reflet dans un miroir et tombe amoureuse d'un héros de roman, Mary Wollstonecraft dépeint Mrs Mason comme une éducatrice sincère et rationnelle, qui tente de transmettre ces qualités à Mary et Caroline.

### Aspect sociologique
Original Stories encourage ses lecteurs à développer des valeurs qui, à l'époque, sont associées à la classe moyenne : le travail, la discipline, l'économie, la charité. Comme le note Andrew O'Malley dans son analyse des livres pour enfants du XVIIIe siècle : « les écrivains de la classe moyenne veulent que les enfants associent le bonheur à l'utilité sociale et à la moralité au lieu (des) pièges de la richesse et du statut social ». La fin du XVIIIe siècle voit le développement de ce que l'on appelle aujourd'hui « l'éthique de la classe moyenne » et « la littérature enfantine devient l'un des mécanismes fondamentaux de dissémination et de consolidation de l'idéologie de la classe moyenne » dans les sociétés britannique et américaine. Les ouvrages d'auteurs comme Anna Laetitia Barbauld, Ellenor Fenn, Sarah Trimmer et Dorothy Kilner adhèrent tous à cette éthique, quoiqu'elles aient différentes opinions sur les questions politiques, comme celle de la Révolution française.
Les écrivains comme Mary Wollstonecraft ont aidé à donner une nouvelle forme à la littérature pour enfants de la fin du XVIIIe siècle, entre autres en tentant de la détacher des chapbooks et des contes de fées pour les remplacer par une idéologie de la classe moyenne. Parmi ces auteurs, beaucoup considéraient les chapbooks et les contes de fées comme associés respectivement aux pauvres et aux riches. Comme l'explique Gary Kelly, « les chapbooks mettent en avant une mentalité de loterie, de carpe diem, de croyance en la bonne fortune, le souhait de recevoir du destin des dons (tels qu'une grande force, l'intelligence ou la beauté), une vision du temps cyclique ou répétitive et un intérêt avide pour la prédiction du futur ». Au lieu de cela, la littérature pour enfants du XVIIIe siècle « inculque une mentalité d'investissement. Ce qui signifie économiser pour l'avenir, allouer « correctement » ses ressources personnelles, éviter l'extravagance, concevoir son temps et sa vie comme cumulatifs et progressifs, et valoriser la discipline et le développement personnel, pour que chacun puisse, par son action, se forger un avenir meilleur ». Sarah Trimmer, par exemple, affirme dans son Guardian of Education, le premier périodique dédié aux livres pour enfants ayant du succès, que les enfants ne devraient pas lire de contes de fées, parce que cela les mènerait à la paresse et à la superstition.

### Illustrations

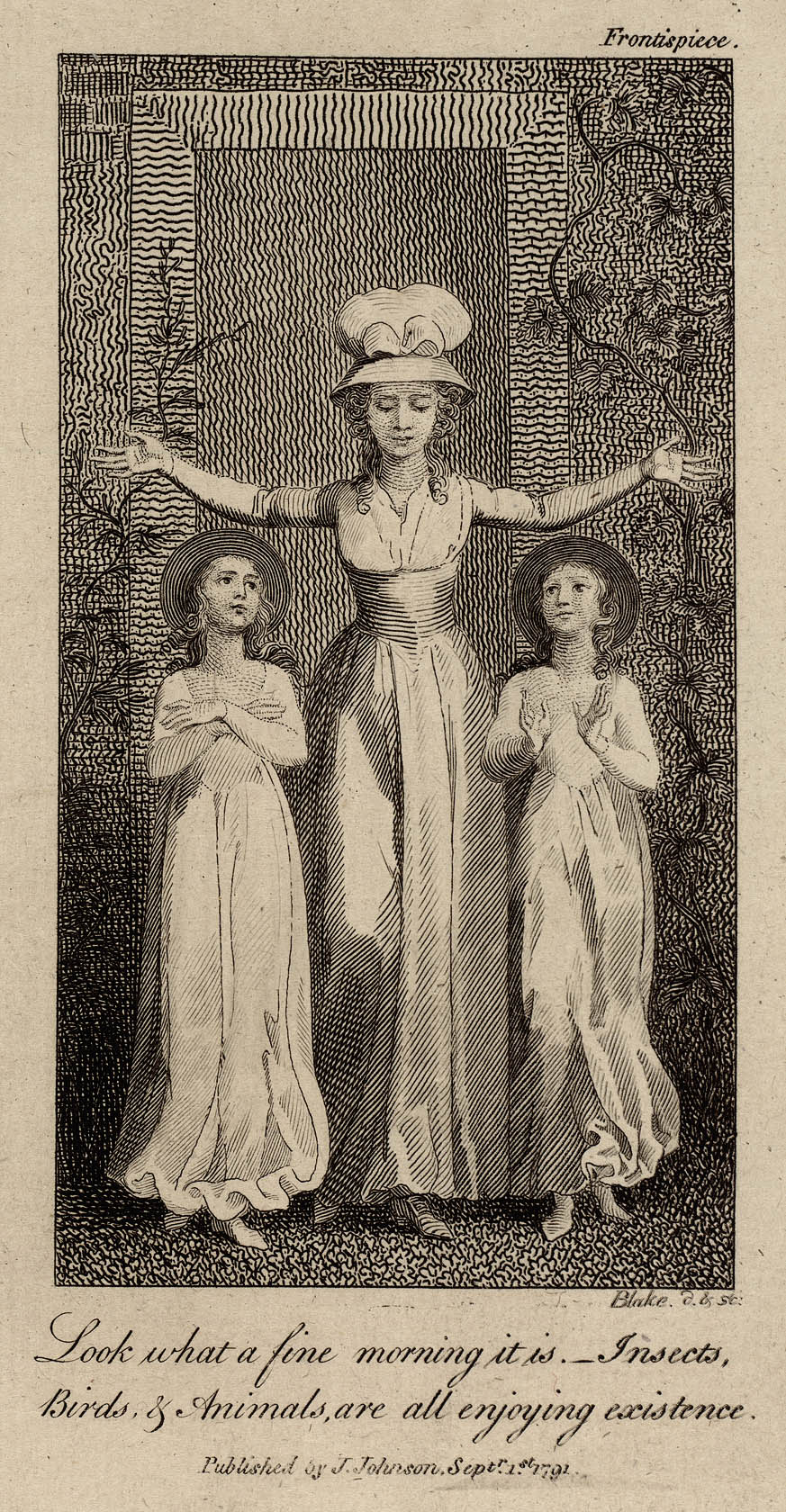
Gravure du frontispice de l'édition de 1791 d’Original Stories par William Blake.

William Blake, qui a souvent fait des illustrations pour les ouvrages édités par Joseph Johnson, l'éditeur de Mary Wollstonecraft, a été engagé pour concevoir et réaliser six gravures pour l'édition de 1791 d'Original Stories from Real Life. Les spécialistes de Blake ont tendance à considérer ces gravures comme opposées au texte de Mary Wollstonecraft. Par exemple, Orm Mitchell, en se basant sur la mythologie de William Blake (élaborée dans ses autres œuvres) affirme que dans le frontispice de l'ouvrage :
« Les deux jeunes filles regardent avec nostalgie au-delà des bras levés de Mrs Mason. Les chapeaux qu'elles portent sont dessinés de manière à former une auréole autour de leurs têtes, un moyen que Blake utilise aussi dans Songs of Innocence and of Experience pour souligner la capacité innée de vision divine de l'enfance (voir par exemple The Ecchoing Green and The Little [B]oy Found). Les yeux des filles sont ouverts — elles regardent quelle belle matinée arrive et désirent y participer. Elles ne peuvent pas participer, pourtant, car elles sont sous l'influence suffocante de Mrs Mason. En contraste avec le chapeau des enfants qui évoque une auréole, Mrs Mason porte un bonnet large et encombrant. Ses yeux sont dirigés vers le bas, si bien qu'ils semblent être fermés. Blake dessine souvent les yeux d'Urizen de cette manière pour illustrer sa vision rationnelle et matérialiste. Voir par exemple les gravures 1, 9 et 22 de The Book of Urizen et la gravure 11 de For Children: The Gates of Paradise où une « ignorance âgée » inspirée d'Urizen, portant de grosses lunettes, attache aveuglément les ailes d'un enfant pour l'empêcher de s'envoler par l'imagination vers l'aube. Alors, ironiquement, Mrs Mason est la seule personne qui ne voit pas quelle belle matinée arrive. Elle regarde vers la terre, vers les faits, ignore l'infini et la vie sacrée autour d'elle. »
Au contraire, Mitzi Myers, se référant à une interprétation plus traditionnelle liée à l'histoire de l'art, voit l'image de manière plus positive. Elle est d'accord pour dire que les chapeaux des enfants ressemblent à des auréoles, mais elle interprète la position de Mrs Mason comme celle d'une « croix protectrice » évoquant une « tradition de femme-mentor (...) héroïque, voire christique ». Mitzi Myers voit Mrs Mason comme une héroïne sacrificielle plutôt que comme un adulte oppressant incapable de voir les beautés de la nature.

## Édition, accueil et critiques
Original Stories est d'abord publié anonymement en 1788, la même année que le premier roman de Mary Wollstonecraft, Mary: A Fiction et vendu au prix de deux shillings. Lors de la seconde édition en 1791, le nom de Mary Wollstonecraft est indiqué sur la couverture ; en effet, après la publication de A Vindication of the Rights of Men en 1790, elle est désormais connue et la mention de son nom augmente les ventes. Joseph Johnson, l'éditeur d'Original Stories et de toutes les autres œuvres de Wollstonecraft, engage William Blake pour réaliser six illustrations pour la seconde édition, qui est vendue au prix de deux shillings et six pence. On ne sait pas avec certitude pendant combien de temps le livre est imprimé. Selon Gary Kelly, un spécialiste de Mary Wollstonecraft, la dernière édition de Original Stories est imprimée en 1820, mais sans nom d'auteur (à cette époque, Mary Wollstonecraft est devenue honnie en Grande-Bretagne, après la publication par son mari William Godwin de Memoirs of the Author of A Vindication of the Rights of Woman (1798) qui révèle son style de vie peu orthodoxe). Selon Alan Richardson et les éditeurs de la série Masterworks of Children's Literature, Original Stories est imprimé jusqu'en 1835. Le livre est aussi imprimé à Dublin en 1791 et 1799, et traduit en allemand en 1795. En 1799, il est traduit en français par A. J. N. Lallemant sous le titre Marie et Caroline, ou Entretiens d'une institutrice avec ses élèves.
Lorsque C. M. Hewins, une bibliothécaire de la Hartford Library Association qui écrit aussi des livres pour enfants, écrit une « Histoire des livres pour enfants » dans The Atlantic Monthly en 1888, Original Stories est plus célèbre pour ses gravures de William Blake que pour le texte de Mary Wollstonecraft. Le gros de l'article, cependant, est étrangement consacré à Blake, et non pas à sa contribution à Original Stories. C.M. Hewins mentionne que l'ouvrage est « nouveau et demandé pendant l'automne de cette année (1791) (mais est) désormais inconnu des rayonnages des librairies ». Actuellement, Original Stories est réédité principalement pour les érudits, les étudiants, et ceux qui s'intéressent à l'histoire de la littérature pour les enfants.